# Torneträsk
Torneträsk  eller Torne träsk (nordsamiska: Duortnosjávri; finska och meänkieli: Torniojärvi) är en sjö i nordvästra Lappland i Kiruna kommun, med en area på 331 km². Torneträsk är Sveriges sjätte största sjö, Sveriges till volymen tredje största sjö och Sveriges näst djupaste sjö. Den är också Skandinaviens största fjällsjö.
Torneträsk är en av en glaciär fördjupad sjö, nästan 70 km lång och Sveriges näst djupaste sjö med största djup på 168 meter (djupast är Hornavan). Sjön har en vattenvolym på 17,1 kubikkilometer. Den avrinner genom Torne älv. Sjön är normalt islagd från december till juni men årsvisa fluktuationer förekommer. Tillrinningsområdet är 3346 km² stort och Abiskojåkka är det största tillflödet till Torneträsk.
Längs den större delen av den södra stranden går E10 och Malmbanan och i väster ligger orterna och turistanläggningarna Abisko och Björkliden. Den norra stranden är dock i stort sett oexploaterad och där råder även skoterförbud. På själva sjön är dock skotertrafik tillåten och det är en mycket populär sjö för pimpelfiske. Under våren, speciellt under helgerna, åker ett stort antal människor från Kiruna för att pimpla på isarna. Många använder fiskearkar, vilka förs ut på isarna med skotrar. Ett årligt evenemang som lockar stora skaror fiskare är Lapplandsmästerskapet i pimpelfiske, som arrangeras vid Stenbacken.

## Delavrinningsområde
Torneträsk ingår i delavrinningsområde (758642-164381) som SMHI kallar för Utloppet av Torneträsk. Medelhöjden är 466 meter över havet och ytan är 762,93 kvadratkilometer. Räknas de 170 avrinningsområdena uppströms in blir den ackumulerade arean 3 347,42 kvadratkilometer. Avrinningsområdets utflöde Torneälven (Kamajåkka) mynnar i havet. Avrinningsområdet består mestadels av skog (31 procent) och kalfjäll (23 procent). Avrinningsområdet har 334,08 kvadratkilometer vattenytor vilket ger det en sjöprocent på 43,8 procent.

## Galleri

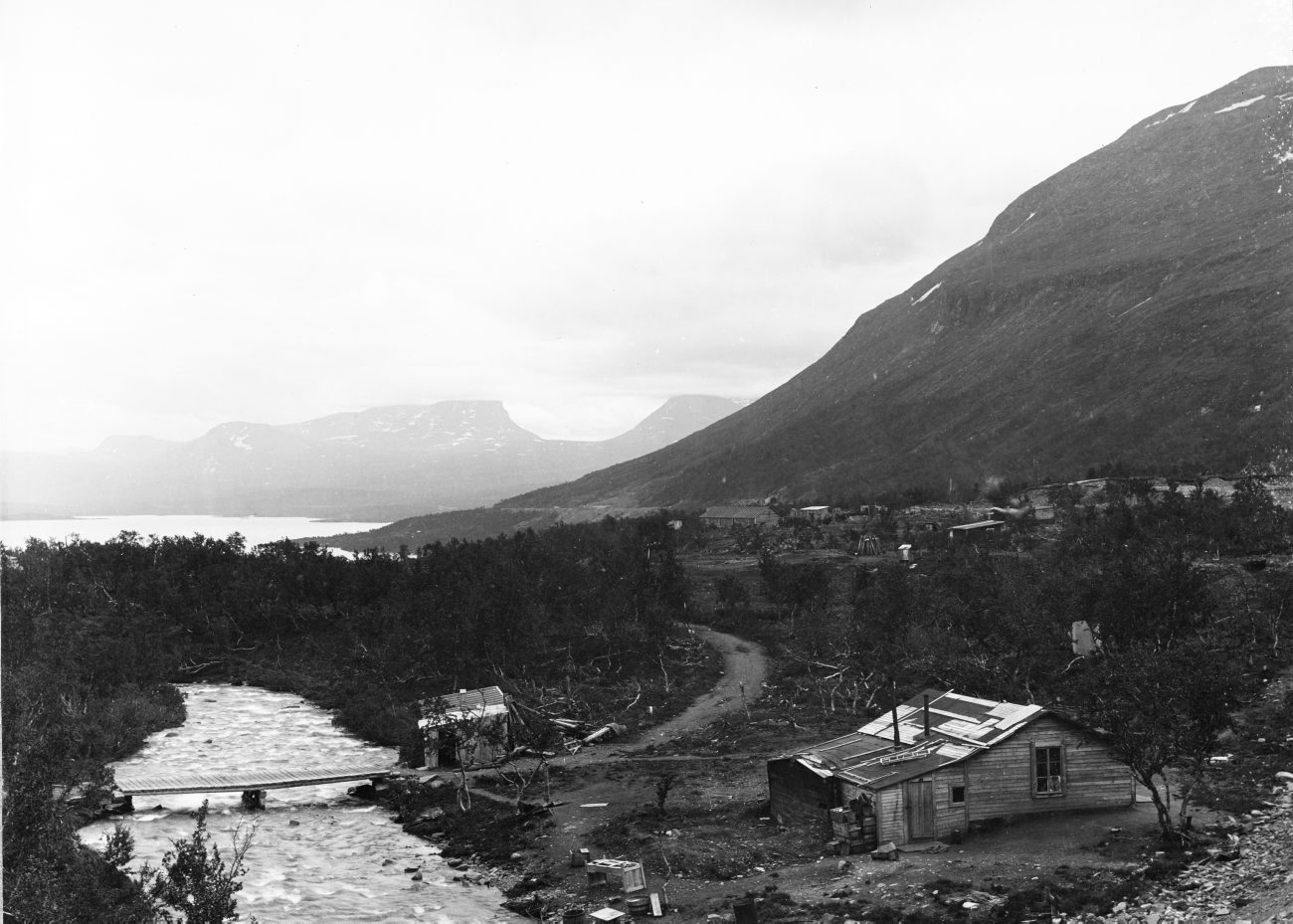
Utsikt över Torneträsk, Lappland. Lapporten i fonden, omkring 1900.